# Бакланов, Иван Александрович
Иван Александрович Бакланов (род. 16 марта 1995, Алексин, Тульская область) — российский футболист, полузащитник клуба «Пересвет».

## Карьера
Воспитанник ЦСКА. В 2013—2015 годах находился в «Ростове», но за главную команду не играл. Выступал на правах аренды за тульский «Арсенал-2». После завершения контракта с ростовчанами перешёл в «Домодедово». В 2016 году подписал контракт с клубом ФНЛ саратовским «Соколом», но на первую часть сезона вернулся в «Домодедово». В сезоне 2017/18 выступал в группе «Юг» ПФЛ за «Афипс» и «Урожай».
Зимой 2019 года перешёл в литовский клуб А-лиги «Паланга». Дебютировал 3 марта 2019 года в первом туре чемпионата, в котором «Паланга» в гостях крупно уступила «Жальгирису» 1:5. Бакланов на 57-й минуте вышел на замену вместо Андрея Мязина.
В марте 2022 года перешёл в бобруйскую «Белшину». Дебютировал за клуб 20 марта 2022 года против могилёвского «Днепра». В сентябре 2023 года покинул бобруйский клуб.
В сентябре 2023 года футболист пополнил состав российского клуба «Пересвет».

## Сборная
В 2010 году Бакланов вызывался в расположение юношеской сборной России до 17 лет. За неё он провёл два матча.

## Достижения
- Серебряный призёр группы «Юг» Первенства ПФЛ (1): 2017/18